# مديرية الوازعية

تعديل مصدري - تعديل